# Skellefteå
Skellefteå là một thành phố thủ phủ của đô thị cùng tên ở hạt Västerbotten, Thụy Điển với dân số năm 2005 là 32.425 người.
Người ta tin rằng Skellefteå có người định cư người Sami và có thể một phần là người Phần Lan vào năm 1000.
Thành phố này thì có lịch sử trẻ hơn, và là một trong các thành phố trẻ nhất ở Norrland. Thành phố được lập năm 1845 bởi cha sở Nils Nordlander.